# Shahram Rostami
Shahram Rostami est un pilote de chasse iranien, as de la guerre Iran-Irak.
Pilote de F-14 Tomcat, il abat 6 avions irakiens lors de la guerre Iran-Irak : deux MiG-25, un  MiG-21 et trois Mirage F1.